# Tóth Károly (jogász, 1945–2021)
Tóth Károly (Cserépfalu, 1945. november 20. – 2021. szeptember 19.) jogtudós, alkotmányjogász, dékán, címzetes egyetemi tanár, a Magyar Érdemrend tisztikeresztjének birtokosa, Cserépfalu tiszteletbeli polgára.
Kutatási területe a választójog és az összehasonlító alkotmányjog, különös tekintettel a kelet-európai országokra.

## Életpályája
A mezőkövesdi Szent László Gimnáziumban tanult, ott érettségizett 1964-ben. Ezt követően a szegedi József Attila Tudományegyetem Állam- és Jogtudományi Karára tett sikeres felvételi után – az előfelvételi rendszer akkori bevezetése miatt – katonai szolgálatra vonult be, ahonnan tizenegy hónap múlva szerelt le, s kezdhette meg egyetemi tanulmányait 1965 szeptemberében.
1970. januárjában kapta meg a jogi diplomát, ezt követően a József Attila Tudományegyetem Államjogi (ma: Alkotmányjogi) Tanszékén kezdett el dolgozni gyakornokként, később mint tanársegéd, majd adjunktus. 1997. áprilisában szerzett PhD-fokozatot, még abban az évben egyetemi docenssé nevezték ki.
A rendszerváltás idején, 1988 márciusától 1991 decemberéig a József Attila Tudományegyetem főtitkára volt. 1998. február 1-jétől 2000. október 9-ig a budapesti Károli Gáspár Református Egyetem Állam- és Jogtudományi Karának dékánjaként szervezte az ottani jogi felsőoktatás megindítását, majd irányította az első évek munkáját. 2003. szeptember 1-jétől 2010. december 31-ig ugyanott az Alkotmányjogi Tanszék vezetője volt.
1998. márciusától 2001. decemberéig az Országos Választási Bizottságnak az Országgyűlés által megválasztott tagjaként részt vett a választásokkal kapcsolatos szakmai feladatok ellátásában.
Tagja a Magyar Alkotmányjogászok Egyesületének, valamint a Választási Szakértői Kollégiumnak.
Politikai párt tagja sosem volt.

## Tanulmányutak
Hosszabb tanulmányúton volt Odesszában és Szófiában, rövidebb ideig Lipcsében, Lodzban, valamint két alkalommal a finnországi Turkuban; részt vett Belgrádban illetve Párizsban az alkotmányjogi illetve az összehasonlító jogi világkongresszuson; Louvain-la-Neuve-ben és Brüsszelben nemzetközi konferencián illetve kollokviumon. Bécsben, Grazban és Parmában egyetemek közötti kapcsolat alapján járt.

## Szerkesztői munkái
Szerkesztője a szegedi jogi kari Acta-sorozatoknak (Acta Universitatis Szegediensis Acta Juridica et Politica illetve Acta Universitatis Szegediensis Publicationes Doctorandorum Juridicorum), az „Alkotmányjogi, politológiai és civilisztikai tanulmányok” sorozatnak, valamint szerkesztette a Károli Gáspár Református Egyetem Állam- és Jogtudományi Karának kiadványai sorozat 1–2. kötetét.

## Családja
Két gyermeke van: Beáta (Szeged, 1975. január 30.) és Károly (Szeged, 1977. szeptember 10.), háromszoros nagypapa.

## Díjak, elismerések
- az 1986-ban első alkalommal megrendezett Év oktatója választáson a hallgatók szavazatai alapján az Év oktatója címet nyerte, majd 1987-ben másodszorra is ő lett a hallgatók körében legnépszerűbb oktató.
- 2011. augusztus 14-én szülőfaluja tiszteletbeli polgárává avatták.
- 2015. augusztus 20-án a Magyar Érdemrend tisztikeresztje polgári tagozatával tüntették ki.

## Publikációi

### Önálló kiadványok
- Új alkotmányok előkészítése és elfogadása Kelet-Európa államaiban (Bevezető tanulmány) In: Kelet-Európa alkotmányai. Universitatis Szegediensis de Attila József nominata. Budapest 1997, 7–59. p.
- A volt európai szocialista államok főhatalmi rendszerének alkotmányos átalakulása
- Címszavak alkotmányjogi kislexikonhoz

### Könyvrészletek és tanulmányok szakmai / tudományos folyóiratban
- Finnország kormányformájának főbb vonásai. In: In memoriam dr. Kovács István akadémikus, egyetemi tanár. Acta Universitatis Szegediensis Acta Juridica et Politica, Tomus XL. Fasc. 1–26. Szeged, 1991, 397–412. p.
- Néhány megjegyzés a szociális jogokról. In: Alkotmányfejlődés és jogállami gyakorlat. Tanulmányok. (Szerkesztette Dr. Ádám Antal). Hanns Seidel Alapítvány, Budapest, 1994, 53–65. p.
- A parlament, az államfő és a kormány sajátosságai Közép- és Kelet-Európa új alkotmányaiban. In: Alkotmány és jogtudomány. Tanulmányok. Acta Universitatis Szegediensis Acta Juridica et Politica, Tomus XLVII. Fasc. 10., Szeged, 1996, 21 p.
- Kelet-Közép-Európa új alkotmányainak szerkezete és az alkotmányozó hatalom problémája. In: Acta Universitatis Szegediensis Acta Juridica et Politica, Tomus XLIX. (Szentpéteri István Emlékkönyv) Fasc. 43., Szeged, 1996, 639–653. p.
- A köztársasági elnök közvetlen választásáról. Egy alkotmánybírósági döntés margójára. In: Bérczi Imre Emlékkönyv. Acta Jur. et Pol. Tom. LVIII. Fasc. 35. (Szeged, 2000) 495–507. p.
- Ukrajna új alkotmányának előkészítése és elfogadása. In: Emlékkönyv Ádám Antal egyetemi tanár születésének 70. évfordulójára. Studia Iuridica Auctoritate Universitatis Pécs Publicata 126. (Dialóg Campus Kiadó, Budapest–Pécs, 2000) 271–282. p.
- A magyar választási eljárás néhány kérdése az Országos Választási Bizottság gyakorlatában. In: Nagy Károly Emlékkönyv. Acta Jur. et Pol. Tom. LXI. Fasc. 23. (Szeged, 2002) 373–389. p.
- Az európai parlamenti képviselők választásának egyik lehetséges modellje. In: Ünnepi tanulmányok Holló András 60. születésnapjára. Bíbor Kiadó, Miskolc, 2003, 449–469. p.
- Új választás – új javaslat. In: Jegyző és közigazgatás. 2003. január–február., 11–12. p.
- A képviselők választásának anyagi jogi szabályai. In: A közjogi választások egyes elméleti és gyakorlati kérdései. Választási studiumok. 3. (Szerk. Szoboszlai György). Országos Választási Iroda, Budapest, 2004, 147–220. p.
- Az új magyar alkotmány. In: Hetedik Magyar Jogászgyűlés (Balatonfüred, 2004. május 20–22.) Magyar Jogász Egylet, Budapest, 2004, 94–99. p. (Korreferátum a közjogi témakör szekcióülésein Az új magyar alkotmány témában)
- A kormányformák és kormányzati rendszerek vázlata. In: Összehasonlító alkotmányjog. (Szerk. Tóth Judit − Legény Krisztián). Komplex Kiadó Jogi és Üzleti Tartalomszolgáltató Kft. Budapest, 2006, 113−162. p.
- A képviselői mentelmi jog néhány aktuális problémája. In: Előadások és publikációk a mentelmi jog tárgyköréből. Kiadja az Országgyűlés Hivatala, Budapest, 2006, 74−107., 321−329. p.
- Szakmai kommentárok az Alkotmány 20–20/A., 25–26, 28/B–E, 71. 77–78. §-aihoz. In: A mi Alkotmányunk. Complex Kiadó Jogi és Üzleti Tartalomszolgáltató Kft. Budapest, 2006, 171–174., 179–181., 190–192., 530–531. és 547–548. p.
- Alkotmánysértő Országgyűlés? In: Ünnepi kötet Schmidt Péter egyetemi tanár 80. születésnapja tiszteletére. Rejtjel Kiadó, Bp., 2006, 390–396. p.
- Előkérdések az Európai Unióhoz csatlakozás miatti alkotmánymódosításokhoz. In: Acta Universitatis Szegediensis Acta Juridica et Politica, Tomus LXIX. (Tanulmányok dr. Besenyei Lajos egyetemi tanár 70. születésnapjára.) Fasc. 42., Szeged, 2007, 677–691. p.
- Az országos népszavazás néhány aktuális problémájának vázlata. In: Ünnepi kötet Sári János egyetemi tanár 70. születésnapja tiszteletére. Rejtjel Kiadó, Budapest, 2008, 377−385. p.
- Az alkotmányozás koncepcionális problémái. In: Társadalmi Szerződés. Budapest, é. n. [2009], Civil Összefogás Fórum, 62–67. p.
- … és az Alkotmánybíróság? In: De iurisprudentia et iure publico. Jog- és politikatudományi folyóirat. www.dieip.hu/www.dieip.com IV. évf. 2010. 3-4. szám, 12 p.
- A választójog. In: Bevezetés az alkotmányjogba (Szerkesztette: Trócsányi László – Schanda Balázs) SZTE ÁJTK PPKE JÁK, Budapest, 2010, 159–180. p.

### Egyéb
- Alkotmánytan. (Szerk. Kukorelli István. Századvég Kiadó, Budapest, 1992). Jogtudományi Közlöny, 1992 augusztus, 380–381. p.
- Sarokba szorítva. Alkotmányjogi Kiskáté I–XXIII. Délmagyarország, 1992. június 2.–július 18.
- Principles of Constitutional Law: A Textbook and Guide to Hungarian Constitutional Law (Ed. István Kukorelli) In: Annales Universitatis Scientiarum Budapestiensis de Rolando Eötvös Nominatae, Sectio Iuridica, Tomus XXXIV. 1993, Budapest, 1994, 165–171. p.
- Hogyan válasszunk államfőt? Magyar Nemzet, 1995. február 27.
- Alkotmányunk nyelve – „kinyújtva”. In: Kortárs, 2008. november, 52. évf. 11. sz. 77–80. p.